# جولیو مارکتی
جولیو مارکتی (ایتالیایی: Giulio Marchetti؛ ‏ ۹ ژوئن ۱۹۱۱ – ۱ دسامبر ۱۹۹۳) بازیگر اهل ایتالیا بود.
از فیلم‌هایی که وی در آن نقش داشته‌است، می‌توان به حمله سری، مردان خشن، بزرگ‌ترین شیادان عالم و آدم و حوا اشاره کرد.